# Камилукуак
Езерото Камилукуак (на английски: Kamilukuak Lake) е 13-о по големина езеро в канадската територия Нунавут. Площта му, заедно с островите в него е 638 км2, която му отрежда 68-о място сред езерата на Канада. Площта само на водното огледало без островите е 631 км2. Надморската височина на водата е 266 м.
Езерото се намира в югозападната част на канадската територия Нунавут, на 23 км южно от езерото Дубонт. Езерото има форма на латинската буква V, като от север се вклинява 10-километров дълъг и тесен полуостров, който разделя езеро на две почти равни части.
Камилукуак, за разлика от повечето канадски езера има сравнително слабо разчленена брегова линия, без характерните заливи, полуострови, протоци и острови. Площта на островите в него е едва 7 км2.
През езерото от юг на север протича река Камилукуак, вливаща се от юг в езерото Дубонт.